# Krebsnunatak
Krebsnunatak är en nunatak i Antarktis. Den ligger i Östantarktis. Storbritannien gör anspråk på området. Toppen på Krebsnunatak är 1 566 meter över havet.
Terrängen runt Krebsnunatak är kuperad söderut, men norrut är den platt. Krebsnunatak ligger uppe på en höjd som går i öst-västlig riktning. Trakten är obefolkad. Det finns inga samhällen i närheten. 